# 瑞氏莲子草
瑞氏莲子草（学名：Alternanthera reineckii），俗稱血心蘭，为苋科莲子草属下的一个种。原產於南美洲，生長在沼澤、河濱和池塘等水生及半水生環境。其植株最高可長到30公分。
本種的部分品種有被人工培育，用作水族箱中的觀賞植物。